# Me & My Katamari
Me & My Katamari (僕の私の塊魂, Boku no Watashi no Katamari Damashii, lit. "Our Clump Spirit") é um jogo de Video game para a plataforma PSP. Este é o terceiro jogo da série Katamari, e o primeiro para o portátil, sendo que este foi produzido sem o envolvimento do criador Keita Takahashi.

## História
O Rei de Todos os Cosmos e a Família Real decidem tirar um tempo de suas construções celestiais e viajam para a Terra para um bem merecida (pelo menos para o Príncipe), férias de verão em sua própria ilha ensolarada. Infelizmente o Rei, em sua exuberância, cria um tsunami que não apenas destrói, mas devasta todo a paradisíaca ilha de Commonwealth. Um dos moradores, uma tartaruga, recorre ajuda a Família Real e o Rei decide fazer novas ilhas para os animais de Commonwealth usando o Katamari. De forma similar aos jogos anteriores da série, o Rei envia o Príncipe para o Continente do Girassol, que é cheio de parafernálias, que quando roladas, servem para criar novas terras.

## Jogabilidade
A jogabilidade continua muito parecida com os dos títulos anteriores, diferenciando-se que o jogador poder usar o D-pad e os quatro botões para imitar o controle analógico. Na versão americana e a japonesa possui uma diferença nos botões que movimentam a câmera. Já os botões L e R são utilizados para dar voltas.

## Localização
O Continente do Girassol é a fase principal do jogo. A variação do dia e estações do ano são constantes durante as diferentes missões. Existem cinco fases do jogo, onde o Katamari pode chegar a mais de 4.000 metros. Uma curiosidade dita por Keita Takahashi, é que no estágio Royal Monument, se o jogador atingir o tamanho de 4 km 290m 30 cm 3mm, o Katamari irá parar de crescer, e não existirá mais nada para ser rolado no mapa.

## Multiplayer
Cada jogador tem a sua própria ilha, com o seu nome. No máximo três jogadores podem visitar a ilha usando o ad hoc. O visitante pode desafiar o jogador em uma competição de rolar os itens mais valiosos, como salvar os pandas vermelhos no estágio We Love Katamari.

## Trilha sonora
A trilha sonora, Katamari Original Soundtrack Damacy, foi composta nos mesmos moldes dos títulos anteriores, como a música Katamari on the Rocks, e algumas composições originais, como o Katamari on the Funk.